# Xârâgùrè
Xârâgurè ('Aragure, Haragure) és una llengua austronèsia parlada majoritàriament a l'àrea tradicional de Xaracuu, al municipi de Thio, a la Província del Sud, Nova Caledònia. Té uns 760 parlants nadius i és força propera al xârâcùù.